# Náměstí signorie
Náměstí Signorie (italsky Piazza della Signoria) je náměstí ve Florencii. Pojmenované je podle Palazzo della Signoria (dnešní Palazzo Vecchio), v němž ve středověku sídlila městská správa - signoria. Ústí na něj Via dei Calzaiuoli, Via de Cerchi, Via de Magazzini, Via de Gondi, Via de Ninna, Piazzale degli Uffizi, Via Vacchereccia a Via Calimaruzza.

## Historie
Místo bylo osídleno od doby bronzové, jak prokázal archeologický průzkum. Od 14. století je náměstí centrem politického života Florencie.
- 23. května 1498 byl zde upálen mnich Girolamo Savonarola
- roku 1543 proběhlo znovu vydláždění náměstí – v této době se náměstí jmenovalo Piazza del Granduca

## Památky

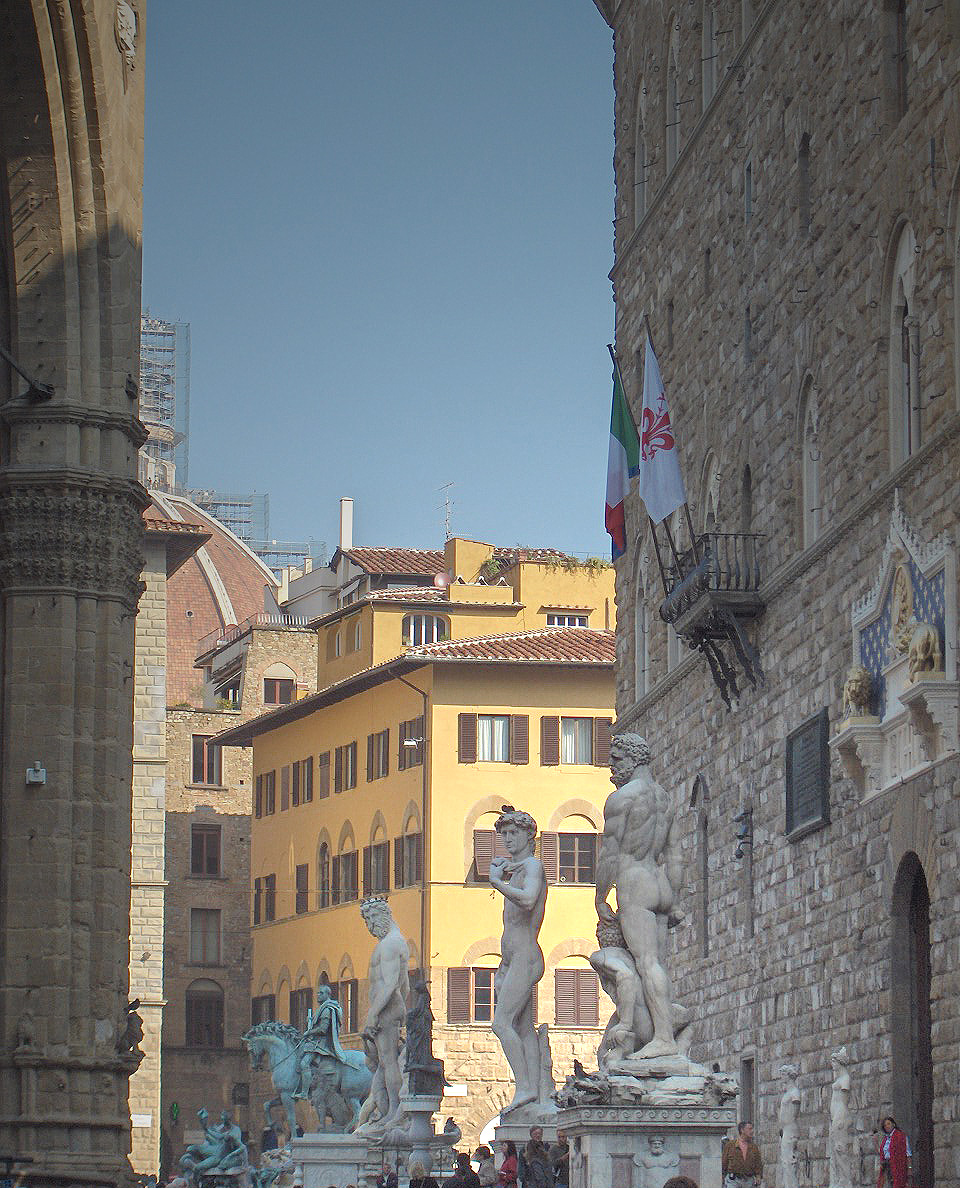
Sochy u vchodu do Palazzo Vecchio

Dominantami náměstí jsou Palazzo Vecchio a Loggia dei Lanzi.

### Jezdecká socha Cosima I.
V centru náměstí stojí jezdecká socha Cosima I. od Giambologna z let 1587–1599. Sochař použil bronz a bez podstavce měří socha 450 centimetrů. Socha byla vytvořena v paláci Bellini. Giambolognu pověřil touto zakázkou Ferdinando I. de Medici, syn Cosima I. Na podstavci jsou zobrazeny důležité momenty z Cosimova života.

### Neptunova fontána
Původně byla Neptunova fontána zadána Bacciu Bandinellimu, po jeho smrti převzal zakázku jeho žák Bartolomeo Ammanati. Použitým materiálem byl mramor a bronz. Fontána dosahuje výšky 560 centimetrů.

### Sochy před Palazzo Vecchio
Před Palazzo Vecchio byly umístěny kopie soch Herakles a Cacus Bandinelliho; Michelangelův David (originál je v galerii florentské Accademie, další kopie stojí na Piazzale Michelangelo); Judita a Holofernes (originál stojí v Bargellu), Marzocco (lev) (originál umístěn v Palazzo Vecchio) Donatella.